# Crocq
Crocq este o comună în departamentul Creuse din centrul Franței. În 2009 avea o populație de 466 de locuitori.

## Evoluția populației
| An        | 1975 | 1982 | 1990 | 1999 | 2006 | 2009 |
| --------- | ---- | ---- | ---- | ---- | ---- | ---- |
| Populație | 844  | 834  | 674  | 546  | 506  | 466  |